# Ermal Sako
Ermal Sako (sinh 8 tháng 5 năm 1989 ở Vlorë) là một cầu thủ bóng đá Albania thi đấu cho Bylis Ballsh ở Kategoria Superiore.